# Козак Тарас Романович
Тара́с Рома́нович Коза́к (6 квітня 1972 , Сокільники, Львівська область ) — колишній український проросійський медіамагнат, народний депутат VIII та IX скл. 2014 року обраний народним депутатом від Опозиційного блоку (раніше Партія регіонів), близький соратник проросійського олігарха Віктора Медведчука. Член Комітету ВРУ з питань фінансів, податкової та митної політики. 2019 року став народним депутатом від проросійської партії ОПЗЖ. Колишній власник проросійських пропагандистських телеканалів ZIK, 112 Україна та NewsOne.
З 2 лютого 2021 року перебуває під санкціями РНБО за антиукраїнську діяльність.
З 20 січня 2022 року перебуває під санкціями Міністерства фінансів США.
Громадянство України припинено згідно з Указом Президента України у січні 2023 року.

## Життєпис

### Освіта
- 1979—1989 — Сокільницька СШ Пустомитівського району Львівської області.
- 1990—1995 — Львівський сільськогосподарський інститут, економічний факультет, спеціальність «Бухгалтерський облік, контроль і аналіз господарської діяльності».
- 1995—1999 — Львівський університет, юридичний факультет, заочна форма навчання, спеціальність «Правознавство».

### Трудова діяльність
- 1994—1995 — робітник радгоспу «Львівський».
- 1993—1998 — ДПІ Львова на посадах: старший державний податковий ревізор-інспектор; начальник оперативно-контрольного відділу; заступник начальника — начальник управління оперативного контролю.
- 1998—2001 — ДПА у Львівській області, заступник голови — начальник управління оперативного контролю та запобігання порушенням у сфері діяльності суб'єктів підприємництва.
- 2001—2003 — ДПА у Львівській області, перший заступник голови ДПА у Львівській області.
- 2003—2004 — Державна митна служба України (1996), начальник Західної регіональної митниці.
- 2004—2005 — Державна митна служба України, заступник голови Державної митної служби України і одночасно начальник Західної регіональної митниці.
- 2005—2010 — Державна митна служба України, заступник голови Державної митної служби України.
- Із травня 2009 до березня 2010 року — в.о. начальника Одеської митниці.
- З листопада 2010 року — депутат Львівської обласної ради. Козак є заступником голови ГО «Центр Правова Держава», керівником якої є український олігарх Віктор Медведчук.
- З листопада 2014 року — нардеп від «Опозиційного блоку» (раніше «Партія регіонів»).
- 18 січня 2018 року був одним з 36 депутатів, що голосували проти Закону про визнання українського суверенітету над окупованими територіями Донецької та Луганської областей[14].

## Власність
Власник двох будинків:
- площею 330 м2 у Сокільниках поблизу Львова
- площею понад 600 м2 у Києві,
- земельною ділянкою в Оползневому поблизу Ялти (там же розташована дача Медведчука)[16]
- недобудованого пансіонату (там же).

Збирає дорогоцінні годинники, зокрема Rolex, Patek Philippe, Breguet, Audemars Piguet. 13 грудня 2016 року, згідно з декларацією, брат Богдан подарував Тарасу автомобіль Audi A8 вартістю 2 млн грн. Є міноритарним власником тютюнового монополіста «Тедіс» («Мегаполіс-Україна»). Співвласником компанії є російський олігарх Ігор Кесаєв. Ігор, окрім іншого, також є співвласником російського виробника зброї — заводу імені Дегтярьова.
До публікації «наших грошей» серед власників значилась Havanor Management Limited, співзасновником якої є Turul Investments Limited, а бенефіціаром останньої є Тарас Козак. 2018 року Козак задекларував прибутків на 36 млн грн від цієї компанії.
Прямо чи опосередковано Тарасові належать такі підприємства:
1. «NewsOne»
2. «ZIK»
3. «112 Україна»
4. ТОВ фірма «Хоммар» ЛТД
5. ЗАТ «Львівський м'ясокомбінат»
6. ЗАТ «Біохімфарма»
7. ТОВ «Тако плюс» (українсько-чеське)
8. ТОВ «Мальвазія-інвест»
9. ТОВ «Керамбуд»
10. ТОВ «Озеро»
11. ТОВ «Авіаційна компанія „Галавіасервіс“»
12. СП у формі ТОВ українсько-латвійське «Сканді авто»
13. ТОВ «Капітал плаза»
14. ТОВ «Добробут-інвест»
15. ТОВ «Будімекс-дромекс»
16. ТОВ «Інтер'єр янкович»
17. ТОВ «Пройпшем Україна»
18. ТОВ «Міськбудмоноліт»
19. ТОВ «Магнат-РР»
20. ТОВ «Київінвестспецбуддевелопмент»

2 лютого 2021 року Указом Президента України Володимира Зеленського затверджено рішення РНБО від 4.10.2018 року, що заблокувало діяльність проросійських телеканалів, які належать Козаку: NewsOne, 112, ZIK, терміном на 5 років.
28 грудня 2021 року Президент України Володимир Зеленський підписав санкції проти телеканалів «Перший незалежний» та UkrLive, які належать Козаку.
Має нерухомість у тимчасово окупованому Росією Криму.

## Санкції та розслідування діяльності
17 лютого 2021 року проти Козака з дружиною, Медведчука, його дружини Оксани Марченко було введено санкції РНБО за продаж нафтопродуктів терористичним організаціям Л/ДНР.
20 травня 2021 року СБУ отримала дозвіл від Печерського суду на затриманя Козака, якого підозрюють у державній зраді.
13 липня 2021 року суд заарештував майно Козака згідно рішення Печерського суду у рамках розслідування щодо підозри у державній зраді.
20 січня 2022 року Управління з контролю за іноземними активами Міністерства фінансів США запровадило проти Козака та ще трьох громадян України санкції за «участь у контрольованій російським урядом діяльності щодо впливу з метою дестабілізації України».
4 квітня 2022 року керівник Bellingcat Христо Грозєв, заявив, що з достовірних джерел відомо, що Тарас Козак є російським агентом.

## Скандали
У декларації Козак приховав нафтовидобувний бізнес дружини в Росії. Також він фігурує у справі щодо ухиляння від сплати податків компанією «Тедіс».
Після придбання каналу «ZIK» через персону нового власника звідти пішов гендиректор та масово позвільнялися журналісти.
Брав участь у схемі з продажу антрациту з окупованого Донбасу під виглядом вугілля з ПАР.
Протягом 2021 року жодного разу не голосував у Верховній Раді України.

## Протести
23 лютого 2021 року у м. Львові відбулася акція протесту, під час якої сталися сутички з поліціянтами. Пікет пройшов біля підприємств, що належать Козаку і Медведчуку, на вулиці Городоцькій.

## Родина
Тарас має брата Богдана — співвласника низки юридичних осіб, зокрема ТОВ «Озеро» (готельно-відпочинковий комплекс «Наварія Нова»), ТОВ «Галицьке перехрестя» (ринок у Львові), ТОВ «Експонент», ТОВ «Керамбуд», ТОВ «Укрінвестлімітед», ТОВ «Західекспертспецбуд» (в останніх чотирьох партнером виступає брат Віктора Медведчука Сергій).
Брат є повним тезком власника компанії «Львівхолод». Проте львівський підприємець Богдан Романович Козак, власник компанії «Львівхолод», не є родичем Тараса Романовича Козака.
Цивільну дружину Козака до осені 2021 року звали Наталія Миколаївна Лавренюк (26.02.1975 р.н.), громадянка РФ. Проти неї в лютому 2021 року було запроваджено санкції РНБО. Вона повністю змінила прізвище, ім'я та по-батькові, назвавши себе Світлана Петрівна Жучкова. На Лавренюк-Жучкову записано більшість бізнесу й майна Тараса Козака.

## Нагороди
- Орден «За заслуги» III ступеня (31 жовтня 2002) — за значний особистий внесок у становлення та розвиток податкової служби в Україні, забезпечення виконання завдань щодо мобілізації коштів до бюджетів усіх рівнів, високий професіоналізм[40];
- Почесне звання «Заслужений економіст України» (2004) — за значний особистий внесок у захист економічних інтересів України, зразкове виконання службового обов'язку, високий професіоналізм[41];
- Орден Пошани (Молдова, 2009)[42].

22 листопада 2024 року позбавлений державних нагород України та інших форм відзначення згідно з Указом Президента. 